# Гарі Коулман
Га́рі Вейн Ко́улман (англ. Gary Wayne Coleman) — американський телевізійний актор. Здобув слави на американському телебаченні ще дитиною у серіалі Diff'rent Strokes, отримав численні нагороди за акторську майстерність. Через хворобу нирок назавжди залишився маленького, майже дитячого зросту, але у зрілому віці не зміг знайти акторську роботу. Довгий час мав фінансові негаразди, проблеми зі здоров'ям. Помер у 42-річному віці від інсульту.

## Фільмографія
| Рік  |    | Українська назва             | Оригінальна назва            | Роль |
| ---- | -- | ---------------------------- | ---------------------------- | ---- |
| 1980 | тф | Scout's Honor                | Scout's Honor                |      |
| 1981 | ф  | On the Right Track           | On the Right Track           |      |
| 1982 | ф  | Jimmy the Kid                | Jimmy the Kid                |      |
| 1982 | тф | The Kid with the Broken Halo | The Kid with the Broken Halo |      |
| 1983 | тф | The Kid with the 200 I.Q.    | The Kid with the 200 I.Q.    |      |
| 1994 | кф | Party                        | Party                        |      |
| 1998 | ф  | Dirty Work (фільм)           | Dirty Work                   |      |
| 2004 | ф  | Save Virgil                  | Save Virgil                  |      |
| 2009 | ф  | Midgets vs. Mascots          | Midgets vs. Mascots          |      |